# Лагерь Лазло
Лагерь Лазло (англ. Camp Lazlo) — рисованный мультсериал о жизни типичного американского скаутского лагеря. Все персонажи являются животными. Мультсериал назван так в честь главного героя, оптимистичного скаута обезьянки из Бразилии Лазло, который дружит со слоном Раджой из Индии и носорогом Хламом.

## Персонажи

### Главные персонажи
- Лазло — главный герой, обезьяна. Очень весёлый, добрый, не знает кто хороший, а кто плохой. Живёт вместе с Хламом и Раджой.
- Раджа — индийский слон, лучший друг Лазло, сосед по домику Хламу и Лазло. Родом из Индии.
- Хлам — носорог, второй лучший друг Лазло, сосед по домику Радже и Лазло. Говорит странно (только иногда — нормально), может полностью скопировать голос Эдварда.

### Второстепенные персонажи
- Алгонквин Сохатый — эгоистичный лось, скаут мастер — начальник лагеря. Женат на миссис Доу (Сохатая).
- Слизняк — помощник Мистера Сохатого, раньше был каскадёром в лагере и назывался «От-Винта», до того как Мистер Сохатый не подставил его при исполнении одного из трюков.
- Эдвард Утконос — утконос, сосед по домику Чипу и Скипу, ненавидит Лазло. Родился в Великобритании в 6:00 вечера.
- Чип и Скип — братья-близнецы, жуки-навозники, вокруг которых всегда летают мухи.
- Самсон Клогмейер — морская свинка, самый незаметный скаут, по мнению коллектива, чистюля. Всегда чем-то болен и употребляет лекарства.
- Дэйв и Пинг-Понг — гагары, соседи по домику Самсону.
- Пэтси Смайлс — мангуст, влюблённая в Лазло. Снесёт всё на своём пути, что может помешать ей.
- Мисс Маркус — кабаниха. Помощник скаутмастера, очень груба.
- Командир Ху-Ха — командир скаутов, отец Пэтси, называет её «тыковка». Ненавидит, если она в кого-то влюбляется или если влюбляются в неё.
- Шеф-Повар МакМюсли — Хеймлиш-МакМюсли повар козёл, став поваром, имя МакМюсли основано на мюсли, здоровой пище, и это в свою очередь, указывает на его кулинарный выбор. Большая часть его еды находится на эксцентричном меню здоровой пищи, почти всегда включая тофу и другие веганские ингредиенты. Но скауты терпеть не могут его стряпню и считают, что подавать им подобную еду это наказание.
- Доктор врач-Лесли —  Дуглас-Лесли самец розовой акулы-врача, является доктором лагеря, заботится обо всех недугах обитателей лагеря и выдает оправдания когда это необходимо, хотя совершенно очевидно что он ненавидит свою работу и не любит иметь дело с бобовыми разведчиками, не выносит музыки в приемной и не знает её источника, чтобы отключить её. На самом деле Лесли, уже много лет сидит на своём табурете так как потерял силу ног.
- Мисс Доу (Сохатая) — кенгуру, скаутмастер свиристелок. В неё влюблен Мистер Сохатый. Вышла замуж за Мистера Сохатого.
- Курица Хру-Хру — любительница свинок, мать Дейва, называет его «Давуля».
- Гретхен — агрессивный, жесткий и пафосный аллигатор с длинными светлыми волосами, когда-то была влюблена в Эдварда.
- Нина Неккерли — ученый и аккуратный жираф с оранжевыми волосами и черными очками, лучше всего дружит с Пэтси и Гретхен.

## Роли озвучивали и дублировали
| Роль              | Оригинал        | Дубляж                         |
| ----------------- | --------------- | ------------------------------ |
| Лазло             | Карлос Алазраки | Михаил Хрусталёв               |
| Раджа             | Джефф Беннетт   | Владимир Баранов               |
| Хлам              | Карлос Алазраки | Сергей Дьячков                 |
| Алгонквин Сохатый | Том Кенни       | Александр Лушин                |
| Слизняк           | Том Кенни       | Олег Белов                     |
| Эдвард Утконос    | Даг Лоуренс]]   | Андрей Лёвин                   |
| Самсон Клогмейер  | Джефф Беннетт   | [[Матвеев, Андрей Владимирович |
| Чип и Скип        | Стив Литтл      | Андрей Шамин                   |
| Пэтси Смайлс      | Джоди Бенсон    | Ксения Бржезовская             |
| Гретхен           | Джилл Тэлли     |                                |
| Нина Неккерли     | Джилл Тэлли     | Лариса Брохман                 |
| Джейн Доу         | Джоди Бенсон    |                                |
| Рубелла Маркус    | Джилл Тэлли     |                                |
| Хеймлиш МакМюсли  | Карлос Алазраки |                                |
| Командир Ху-Ха    | Джефф Беннетт   |                                |
| Дэйв и Пинг-Понг  | Даг Лоуренс     |                                |
| Трухлявое Бревно  | Стив Литтл      |                                |

## Список серий

### Первый сезон (2005)
| Номер | Название                | Автор(ы) сценария                        | Дата показа в США |
| ----- | ----------------------- | ---------------------------------------- | ----------------- |
| 1     | «Ушёл на рыбалку»       | Джо Мюррей, Марк О’Хэйр                  | 8 июля 2005       |
| 1     | «Мороженое и пришельцы» | Рик Фармило, Туроп Ван Орман             | 8 июля 2005       |
| 2     | «Змееловы»              | Майк Рот, Том Кинг                       | 8 июля 2005       |
| 2     | «Большие гонки»         | Рик Фармило, Туроп Ван Орман             | 8 июля 2005       |
| 3     | «Комета Сохатого»       | Каз, Антуан Гильбо                       | 15 июля 2005      |
| 3     | «Хорошо быть акулой»    | Рик Фармило, Туроп Ван Орман             | 15 июля 2005      |
| 4     | «Странная дружба»       | Марк О’Хэйр, Джо Мюррей                  | 22 июля 2005      |
| 4     | «Вот это пикник!»       | Марк О’Хэйр                              | 22 июля 2005      |
| 5     | «Слабое звено»          | Джо Мюррей                               | 29 июля 2005      |
| 5     | «Остров сокровищ»       | Клейтон МакКензи Морроу, Кэри Йост       | 29 июля 2005      |
| 6     | «Бродячее дерево»       | Клейтон МакКензи Морроу, Кэри Йост       | 5 августа 2005    |
| 6     | «Зефирное братство»     | Майк Рот, Том Кинг                       | 5 августа 2005    |
| 7     | «Танцы и фейерверк»     | Клейтон МакКензи Морроу, Кэри Йост       | 12 августа 2005   |
| 7     | «Непризнанный гений»    | Майк Рот, Том Кинг                       | 12 августа 2005   |
| 8     | «Клуб-невидимка»        | Каз, Антуан Гильбо                       | 19 августа 2005   |
| 8     | «Моя подружка — лама»   | Рик Фармило, Туроп Ван Орман             | 19 августа 2005   |
| 9     | «Забудь про грусть»     | Майк Рот, Том Кинг                       | 26 августа 2005   |
| 9     | «Волшебный парик»       | Каз, Антуан Гильбо                       | 26 августа 2005   |
| 10    | «Пример для окружающих» | Клейтон МакКензи Морроу, Кэри Йост       | 2 сентября 2005   |
| 10    | «Вонючка и Самсон»      | Каз, Антуан Гильбо                       | 2 сентября 2005   |
| 11    | «Право на отдых»        | Клейтон МакКензи Морроу, Кэри Йост       | 5 сентября 2005   |
| 11    | «Друзья и хот-доги»     | Рик Фармило, Туроп Ван Орман             | 5 сентября 2005   |
| 12    | «Достать Сохатого»      | Каз, Антуан Гильбо                       | 9 сентября 2005   |
| 12    | «Фильм для взрослых»    | Майк Рот, Майк Кенни                     | 9 сентября 2005   |
| 13    | «Китайский сыр»         | Джо Мюррей, Марк О’Хэйр, Туроп Ван Орман | 16 сентября 2005  |
| 13    | «Бесштанная команда»    | Клейтон МакКензи Морроу, Кэри Йост       | 16 сентября 2005  |

### Второй сезон (2005—2006)
| Номер | Название                            | Автор(ы) сценария                                    | Дата показа в США |
| ----- | ----------------------------------- | ---------------------------------------------------- | ----------------- |
| 14    | «Ночь кошмаров»                     | Клейтон МакКензи Морроу, Космо Сегюрсон              | 1 октября 2005    |
| 14    | «Мясник»                            | Майк Рот, Майк Кенни                                 | 1 октября 2005    |
| 15    | «Бусы на бочку»                     | Каз, Антуан Гильбо                                   | 11 ноября 2005    |
| 15    | «Мисс Фру Фру»                      | Майк Рот, Так Такер                                  | 11 ноября 2005    |
| 16    | «Родительский день»                 | Сэм Хендерсон, Марк О'Хэйр                           | 18 ноября 2005    |
| 16    | «Лагерь в гавайском стиле»          | Каз, Антуан Гильбо                                   | 18 ноября 2005    |
| 17    | «Незадачливый помощник»             | Майк Рот, Так Такер                                  | 25 ноября 2005    |
| 17    | «Опасный недуг»                     | Марк О'Хэйр, Джо Мюррей                              | 25 ноября 2005    |
| 18    | «Привет, куколка»                   | Майк Рот, Кент Осборн                                | 27 января 2006    |
| 18    | «Пролетая над варёными бобами»      | Клейтон МакКензи Морроу, Космо Сегюрсон              | 27 января 2006    |
| 19    | «Битва на Пупыр-Горе»               | Каз, Антуан Гильбо                                   | 17 февраля 2006   |
| 19    | «Смертельный номер»                 | Клейтон МакКензи Морроу, Космо Сегюрсон              | 17 февраля 2006   |
| 20    | «Юные подводники»                   | Кент Осборн, Джон Инфантино                          | 3 марта 2006      |
| 20    | «Большая охота на бекаса»           | Каз, Антуан Гильбо                                   | 3 марта 2006      |
| 21    | «Боб-робот»                         | Кент Осборн, Джон Инфантино                          | 10 марта 2006     |
| 21    | «Дай пять!»                         | Майк Рот, Стефани Эрдел                              | 10 марта 2006     |
| 22    | «Бобы в снегу»                      | Кент Осборн, Джон Инфантино                          | 17 марта 2006     |
| 22    | «Не сошлись характерами»            | Марк О'Хэйр, Клейтон МакКензи Морроу, Космо Сегюрсон | 17 марта 2006     |
| 23    | «Талисманы, талисманы…»             | Каз, Антуан Гильбо                                   | 14 июня 2006      |
| 23    | «Томатная паста»                    | Кейтон МакКензи Морроу, Космо Сегюрсон               | 14 июня 2006      |
| 24    | «Лагерь Самсона»                    | Кент Осборн, Джон Инфантино                          | 22 июня 2006      |
| 24    | «Маменькины сынки»                  | Клейтон МакКензи Морроу, Космо Сегюрсон              | 22 июня 2006      |
| 25    | «Кругом одни гномы»                 | Майк Рот, Стефани Эрдел                              | 23 июня 2006      |
| 25    | «Горячий секрет»                    | Каз, Антуан Гильбо                                   | 23 июня 2006      |
| 26    | «Здравствуй, лето — прощай, лагерь» | Каз, Джо Мюррей, Марк О'Хэйр                         | 29 июня 2006      |

### Третий сезон (2006—2007)
| Номер | Название                       | Автор(ы) сценария                       | Дата показа в США |
| ----- | ------------------------------ | --------------------------------------- | ----------------- |
| 27    | «7 смертельных бутербродов»    | Джо Мюррей, Марк О’Хэйр                 | 4 июля 2006       |
| 28    | «Большое взвешивание»          | Клейтон МакКензи Морроу, Космо Сегюрсон | 11 июля 2006      |
| 28    | «Трудный день Самсона»         | Кент Осборн, Джон Инфантино             | 11 июля 2006      |
| 29    | «В ожидании Эдварда»           | Каз, Стефани Эрдел                      | 20 июля 2006      |
| 29    | «Фасолины в стране игрушек»    | Майк Рот, Стефани Эрдел                 | 20 июля 2006      |
| 30    | «Где же Хлам?»                 | Майк Рот, Дж. Дж. Куинтел               | 26 июля 2006      |
| 30    | «Боулинг для динозавров»       | Майк Рот, Дж. Дж. Куинтел               | 26 июля 2006      |
| 31    | «Кто, где, сидит в автобусе?»  | Клейтон МакКензи Морроу, Космо Сегюрсон | 17 августа 2006   |
| 31    | «Гадость ползучая»             | Каз, Эдди Тригерос                      | 17 августа 2006   |
| 32    | «Баю-бай, крошка»              | Кент Осборн, Джон Инфантино             | 22 августа 2006   |
| 32    | «Подъём, грязнули!»            |                                         | 22 августа 2006   |
| 33    | «Космо-братцы»                 | Майк Рот, Дж. Дж. Куинтел               | 29 августа 2006   |
| 33    | «Вигвам успокоения»            | Клейтон МакКензи Морроу, Космо Сегюрсон | 29 августа 2006   |
| 34    | «Лазло нравятся парады»        | Майк Рот, Дж. Дж. Куинтел               | 22 сентября 2006  |
| 34    | «СВН – скаутмастер в небесах»  | Каз, Эдди Тригерос                      | 22 сентября 2006  |
| 35    | «Молочные бивни»               | Кент Осборн, Джон Инфантино             | 29 сентября 2006  |
| 35    | «Свиристелка по имени Слизняк» | Каз, Эдди Тригерос                      | 29 сентября 2006  |
| 36    | «Кое-как-никулы»               | Кент Осборн, Джон Инфантино             | 2 февраля 2007    |
| 36    | «Радио Эдварда»                | Клейтон МакКензи Морроу, Космо Сегюрсон | 2 февраля 2007    |
| 37    | «Валентинов день»              | Майк Рот, Дж. Дж. Куинтел               | 9 февраля 2007    |
| 37    | «Хорошенько изгвазданное дело» | Каз, Ким Роберсон                       | 9 февраля 2007    |
| 38    | «Бобовое древо»                | Туроп Ван Орман, Космо Сегюрсон         | 16 февраля 2007   |
| 38    | «Позаботиться о Гретхен»       | Майк Рот, Дж. Дж. Куинтел               | 16 февраля 2007   |
| 39    | «Сенсация века»                | Кент Осборн, Джон Инфантино             | 23 февраля 2007   |
| 39    | «Эдвард-посылочник»            | Каз, Эдди Тригерос                      | 23 февраля 2007   |

### Четвертый сезон (2007)
| Номер | Название                           | Автор(ы) сценария               | Дата показа в США |
| ----- | ---------------------------------- | ------------------------------- | ----------------- |
| 42    | «Странная космическая форель»      | Майк Рот, Дж. Дж. Куинтел       | 25 мая 2007       |
| 42    | «На сырных орбитах»                | Космо Сегюрсон, Ким Роберсон    | 25 мая 2007       |
| 43    | «Ну, погоди, Лазло!»               | Майк Рот, Дж. Дж. Куинтел       | 6 июня 2007       |
| 43    | «Вылитый Эдвард»                   | Туроп Ван Орман, Космо Сегюрсон | 6 июня 2007       |
| 44    | «Награда мудрым»                   | Кент Осборн, Джон Инфантино     | 13 июня 2007      |
| 44    | «Пещерный болтун»                  | Каз, Эдди Тригерос              | 13 июня 2007      |
| 45    | «Эдвард-несушка»                   | Космо Сегюрсон, Ким Роберсон    | 20 июня 2007      |
| 45    | «Как учил великий Слизняк»         | Каз, Эдди Тригерос              | 20 июня 2007      |
| 46    | «Что ещё за Бобовый лагерь?»       | Кент Осборн, Джон Инфантино     | 27 июня 2007      |
| 46    | «Гарольд и Раджа»                  | Джон Инфантино, Пьеро Пилузо    | 27 июня 2007      |
| 47    | «Сохатый против вулкана»           | Космо Сегюрсон, Ким Роберсон    | 11 июля 2007      |
| 47    | «Медмастер»                        | Джон Инфантино, Пьеро Пилузо    | 11 июля 2007      |
| 48    | «Дурни в шоколаде»                 | Майк Рот, Дж. Дж. Куинтел       | 18 июля 2007      |
| 48    | «Водные войны»                     | Майк Рот, Дж. Дж. Куинтел       | 18 июля 2007      |
| 49    | «Первая любовь Лазло»              | Джон Инфантино, Пьеро Пилузо    | 25 июля 2007      |
| 49    | «Во даёт Сохатый!»                 | Космо Сегюрсон, Ким Роберсон    | 25 июля 2007      |
| 50    | «Кто пишет Самсону?»               | Каз, Марк О'Хэйр                | 15 августа 2007   |
| 50    | «Страшная месть кофейного столика» | Каз, Энт Ворд                   | 15 августа 2007   |
| 51    | «Вечер дружбы»                     | Майк Рот, Дж. Дж. Куинтел       | 22 августа 2007   |
| 51    | «Дубовый лагерь»                   | Джон Инфантино, Пьеро Пилузо    | 22 августа 2007   |
| 52    | «Чокнутая душка Доу»               | Космо Сегюрсон, Ким Роберсон    | 29 августа 2007   |
| 52    | «Лагерь клоунов»                   | Каз, Энт Ворд                   | 29 августа 2007   |

### Пятый сезон (2007-2008)
| Номер | Название                 | Автор(ы) сценария              | Дата показа в США |
| ----- | ------------------------ | ------------------------------ | ----------------- |
| 53    | «Один, совсем один»      | Джон Инфантино, Космо Сегюрсон | 3 сентября 2007   |
| 53    | «Список»                 | Каз, Энт Ворд                  | 3 сентября 2007   |
| 54    | «На что жалуемся?»       | Дж. Дж. Куинтел                | 4 сентября 2007   |
| 54    | «Помолвка»               | Марк О'Хэйр                    | 4 сентября 2007   |
| 55    | «Зовите меня Совушкой»   | Джон Инфантино, Космо Сегюрсон | 5 сентября 2007   |
| 55    | «Изгой»                  | Майк Кенни                     | 5 сентября 2007   |
| 56    | «Злополучный пенни»      | Каз, Энт Ворд                  | 6 сентября 2007   |
| 56    | «Подкидыш»               | Каз, Эдди Тригерос             | 6 сентября 2007   |
| 57    | «Не везёт, так не везёт» | Джон Инфантино                 | 6 марта 2008      |
| 57    | «Сводный Хлам»           | Марк О'Хэйр                    | 6 марта 2008      |
| 58    | «Самсон сошёл с ума»     | Джон Инфантино, Космо Сегюрсон | 13 марта 2008     |
| 58    | «Кто обнимет Самсона?»   | Дерек Драймон                  | 13 марта 2008     |
| 59    | «Свадебный блюз»         | Джон Инфантино, Космо Сегюрсон | 20 марта 2008     |
| 59    | «Кто ты, брат мой?»      | Каз                            | 20 марта 2008     |
| 60    | «Лягушка – тоже человек» | Джо Мюррей, Марк О'Хэйр        | 27 марта 2008     |
| 60    | «Последний бой Сохатого» | Джон Инфантино                 | 27 марта 2008     |

### Специальные выпуски (2007)
| Номер | Название              | Автор(ы) сценария       | Дата показа в США |
| ----- | --------------------- | ----------------------- | ----------------- |
| 40-41 | «Где Лазло?»          | Джо Мюррей, Марк О'Хэйр | 18 февраля 2007   |
| 61    | «Отпуск Санта-Клауса» | Джо Мюррей, Марк О'Хэйр | 7 декабря 2007    |

### Короткометражки (2006-2008)
| Номер | Название                                            | Дата показа в США |
| ----- | --------------------------------------------------- | ----------------- |
| 1     | «Empty Nest»                                        | 9 ноября 2006     |
| 2     | «The Eternal Flame»                                 | 22 ноября 2006    |
| 3     | «Nudist Camp»                                       | 9 апреля 2007     |
| 4     | «Hiccups»                                           | 23 апреля 2007    |
| 5     | «Survival of the Lamest»                            | 4 июня 2007       |
| 6     | «A Chip and Skip Cartoon: Marooned Maroons»         | 11 июня 2007      |
| 7     | «Tales from the Campfire»                           | 18 июня 2007      |
| 8     | «Mail Dominance»                                    | 2 июля 2007       |
| 9     | «A Chip and Skip Cartoon: Outhouse of Haunted Hill» | 8 июля 2007       |
| 10    | «Laid Off Lumpus»                                   | 16 июля 2007      |
| 11    | «A Chip and Skip Cartoon: My Brother’s Eater»       | 17 августа 2007   |
| 12    | «A Chip and Skip Cartoon: Hair and Gone»            | 20 августа 2007   |
| 13    | «A Chip and Skip Cartoon: Me Casa, Eew Casa»        | 17 декабря 2007   |
| 14    | «A Chip and Skip Cartoon: The Amazing Race»         | 7 января 2008     |